# Palhinhaea veigae
Palhinhaea veigae är en lummerväxtart som beskrevs av den portugisiske botanikern João de Carvalho e Vasconcellos. Palhinhaea veigae ingår i släktet Palhinhaea och familjen lummerväxter. Inga underarter finns listade i Catalogue of Life.
Olika avhandlingar och databaser använder den felaktiga stavningen viegae för artepitet.